# Rio Tinto Fer et Titane
Pour les articles homonymes, voir QIT.
Rio Tinto Fer et Titane, aussi connu sous le nom de QIT-Fer et Titane, anciennement QIT (Quebec Iron and Titanium corporation) est une entreprise québécoise, filiale du groupe minier international Rio Tinto. Son activité principale est l'extraction et la transformation de l'ilménite, un minerai titanifère.  
QIT opère sur deux sites : 
- une mine d'ilménite sur le lac Tio, près de Havre-Saint-Pierre. En 2008, la mine et le transport des minéraux employaient un peu moins de 300 personnes.
- un complexe métallurgique situé à Saint-Joseph-de-Sorel limitrophe de Sorel-Tracy qui produit des produits titanifères et des produits métalliques. Certains produits sont fabriqués par les Poudres Métalliques du Québec, une société affiliée. En comptant les deux compagnies, le site employait environ 1 750 personnes en 2008[4]. Il transforme l'ilménite provenant de la mine du lac Tio. Depuis 2009, il utilise aussi de l'ilménite provenant d'une mine située à Madagascar, et exploitée par une autre filiale de Rio Tinto[5]. Rio tinto est situ sur L’ancien site de la plage pointe aux pain après la construction de rio tinto la plage est devenu trop sale donc elle a été vendu par son propriétaire Arthur Guertin